# 青天白日旗

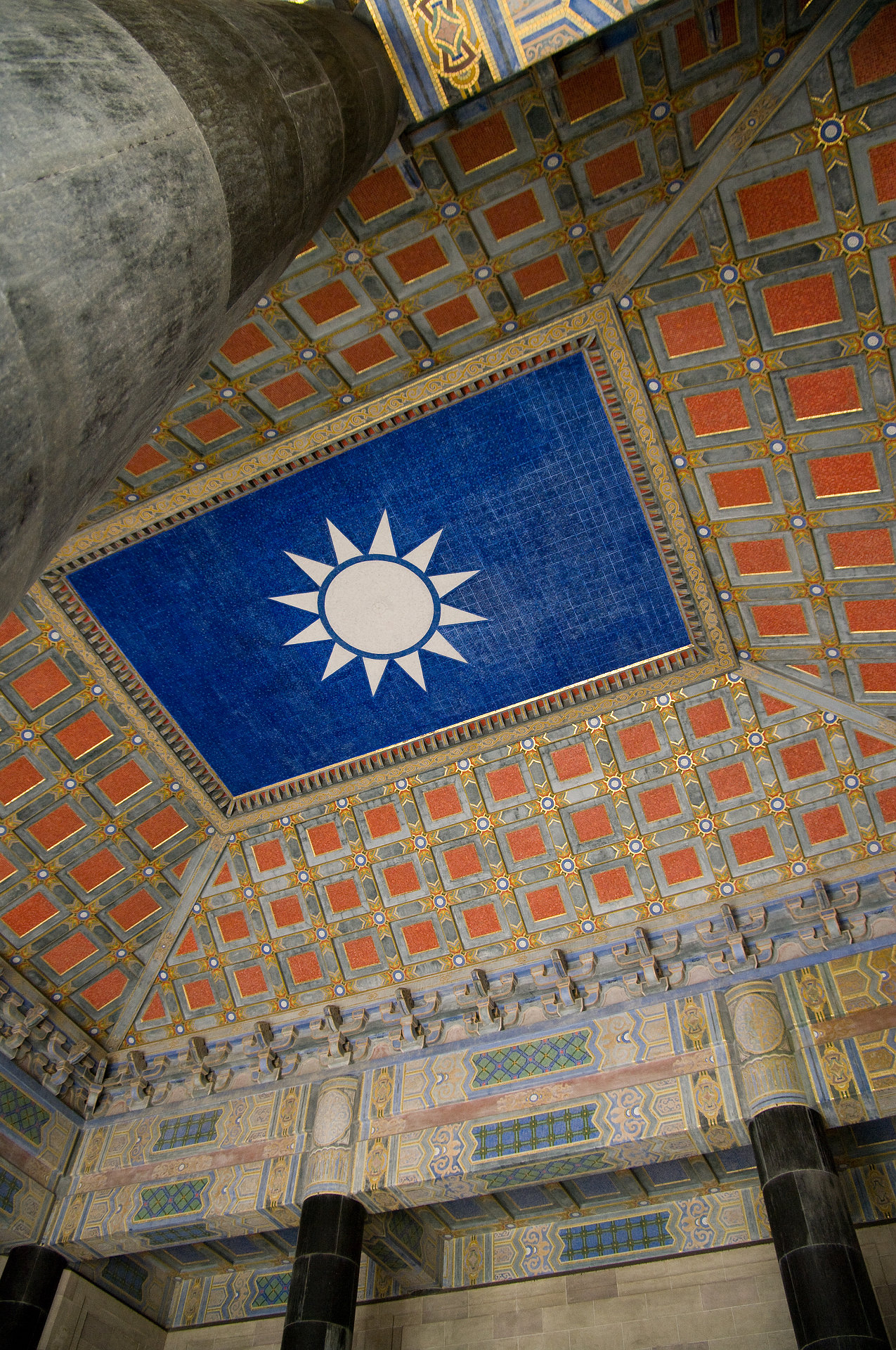
中山陵穹頂的青天白日旗

青天白日旗是清朝末年革命家陸皓東設計革命的旗幟，原為興中會使用，後來由繼承興中會的中國同盟會、中華革命黨、國民黨及中國國民黨沿用為黨旗，也成為中華民國海軍的舰首旗。

## 歷史
1895年，孫中山領導興中會在廣州第一次起義，為了使參加革命行動的同志彼此容易辨認，於是就請陸皓東設計一個醒目旗幟。陸皓東想了很久，都沒有想出來什麼圖案，最能代表大家革命信心和力量。有一天清晨，他在四合院院子裏散步，看到天井初升的朝陽，這一片輝眼光芒，給陸皓東帶來心中滋生起了天人合一的靈感，於是他設計青天白日旗。大家都很滿意這個圖案，於是就定青天白日旗為革命軍軍旗，興中會最早使用「青天白日旗」為革命軍軍旗，先後在第一次廣州起義、庚子惠州起義及尢列在南洋創立中和堂時使用過。後來各地革命黨人起義多次使用，辛亥革命後，被南京临时政府作為中华民国海军舰艏旗。在中華革命黨「革命方略」中，規定「大元帥帥旗及軍旗在未分別製定專旗以前，得用青天白日之旗章為軍旗」。

## 青天白日旗含義
- 青色代表光明純潔、民族和自由；白色代表坦白無私、民權和平等。[3]
- 青天白日，取象宏美，中國為遠東大國，日出東方為恒星之最者，且青天白日，示光明正照自由平等之義。
- 白日光芒尖鋒，示革命進銳。
- 孫中山將叉光解釋為十二道光芒，以代十二時辰，代表一天十二個時辰，一年十二個月，更鼓舞國人時刻精進奮鬥與時俱進，同時象徵子、丑、寅、卯、辰、巳、午、未、申、酉、戌、亥十二地支，即「天行健，君子以自強不息；地勢坤，君子以厚德載物」。[4]
- 蔣中正認為青的顏色就是表示高大的青天，白的顏色就是表示光明的白日，用以象徵我們革命軍人和革命黨黨員高尚偉大的人格，光明磊落的胸懷，與冰清玉潔的修養。同時，又是表示我們國家之偉大，凡青天之所覆，白日之所照，都是我們國勢之所及。還有紅色是表示我們的國家乃由無數革命黨員革命軍人的血所染成功的，用以表示我們為國犧牲的精神。[5]

## 青天白日旗比例與國徽相同、由來
- 中華民國國徽最早於1924年出現，由黃埔軍校總教官何應欽設計[來源請求]，而被校長蔣中正採用。學校採用旗心為中華民國國徽之紅旗當陸軍軍官學校旗。

## 衍生旗幟

青天白日旗設計繪圖

### 國內衍生旗幟

#### 政府旗幟
| 中華民國國旗 |
| 中華民國國旗 |

| 中華民國國軍陸軍軍旗 |
| 中華民國國軍陸軍軍旗 |

| 中華民國統帥旗 |
| 中華民國統帥旗 |

| 中華民國財政部部長旗 |
| 中華民國財政部部長旗 |

#### 政黨旗幟
| 中國國民黨黨旗 |
| 中國國民黨黨旗 |

| 2015年至2019年存在的民國黨黨旗 |
| 2015年至2019年存在的民國黨黨旗 |

#### 歷史旗幟
| 中華民國副總統旗 |
| 中華民國副總統旗 |

| 中華民國台灣軍政府國旗 |
| 中華民國台灣軍政府國旗 |

| 臺灣民眾黨黨旗 |
| 臺灣民眾黨黨旗 |

#### 三軍五校
| 陸軍軍官學校校旗 |
| 陸軍軍官學校校旗 |

| 海軍軍官學校校旗 |
| 海軍軍官學校校旗 |

| 空軍軍官學校校旗 |
| 空軍軍官學校校旗 |

| 國防大學校旗 |
| 國防大學校旗 |

| 國防醫學院校旗 |
| 國防醫學院校旗 |

| 三軍大學校旗 |
| 三軍大學校旗 |

### 汪精衛政權海军舰艏旗与军舰旗、黨旗
| 1940年至1945年间使用的海军舰艏旗 |
| 1940年至1945年间使用的海军舰艏旗 |

| 1942年至1945年间使用的军舰旗 |
| 1942年至1945年间使用的军舰旗 |

| 1942年至1945年间使用的中國國民黨黨旗 |
| 1942年至1945年间使用的中國國民黨黨旗 |

| 1942年至1945年间外交使用的中華民國國旗 |
| 1942年至1945年间外交使用的中華民國國旗 |

### 外国相似旗徽
| 马来西亚华人公会会旗 |
| 马来西亚华人公会会旗 |

| 越南人民行动党旗帜 |
| 越南人民行动党旗帜 |

| 納米比亞國旗 |
| 納米比亞國旗 |

| 巴西国民党革命委员会（英语：Kuomintang_Brasileño） |
| 巴西国民党革命委员会           |

| 联合进步党 (安提瓜和巴布达)（英语：United Progressive Party (Antigua and Barbuda)） |
| 联合进步党 (安提瓜和巴布达)           |